# Спільнота комун Ізіньї-Омаха Інтерком
Спільнота комун Ізіньї-Омаха Інтерком є французькою міжкомунною структурою, що розташовано у департаменті Кальвадос регіона Нормандія.

## Історична довідка
Спільнота муніципалітетів Ізіньї-Омаха Інтерком була створена 1 січня 2017 року шляхом злиття громад муніципалітетів Intercom Balleroy Le Molay-Littry, Isigny Grandcamp Intercom і Trévières.
Того ж дня комуни Рюссі та Сент-Онорин-де-Перт об’єдналися, утворивши нову комуну Ор-сюр-Мер . Муніципалітети Еньєрвіль, Екраммвіль, Форміньї і Лув'єр також об'єдналися, щоб сформувати новий муніципалітет Форміньї-Ла-Батай . Аналогічно проведене злиття муніципалітетів Кастії, Ізіньї-сюр-Мер, Неї-ла-Форе, Убо та Вуї й створено Ізіньї-сюр-Мер  .

## Територія

### Географія
Громада розташована в департаменті Кальвадос та об’єднує 59 комун і займає 581,7 km2 

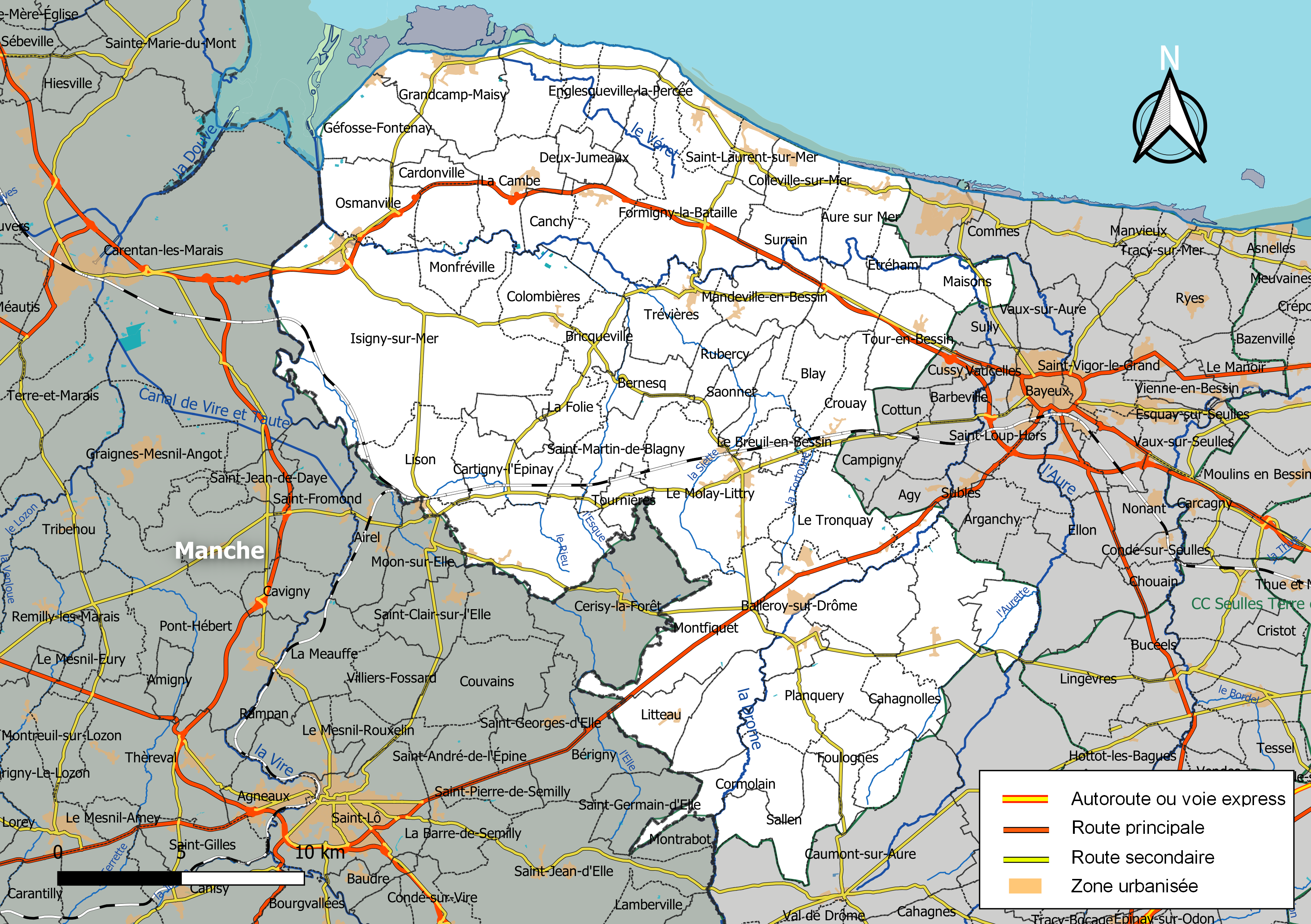
Карта громади комун Ізіньї-Омаха Інтерком на 11 січня 2019 р.

### Склад громади
Спільнота муніципалітетів складається з наступних 59 комун, лише 4 з яких мають населення більше за 1000 мешканців, це:
- Ле-Моле-Літтрі
- Баллеруа-сюр-Дром
- Гранкам-Мезі
- Ізіньї-сюр-Мер

| 1968  | 1975  | 1982  | 1990  | 1999  | 2006  | 2011  | 2016  |
| ----- | ----- | ----- | ----- | ----- | ----- | ----- | ----- |
| 26454 | 24617 | 24261 | 24063 | 24192 | 25535 | 27103 | 26835 |

## Адміністративна структура

### Керівництво
Головний офіс розташований у Моле-Літтрі, також є дві адміністративні філії у Форміньї-Ла-Батай та Ізіньї-сюр-Мер .

### Рада
Громадська рада міжкомунної спільноти складається з 90 членів-радників  які представляють кожну з комун-членів і обираються на шість років.
Члени ради розподіляються наступним чином :
| Кількість радників | Муніципалітети                                                         |
| ------------------ | ---------------------------------------------------------------------- |
| 11                 | Ізіньї-сюр-Мер                                                         |
| 8                  | Ле-Моле-Літтрі                                                         |
| 4                  | Баллеруа-сюр-Дром, Форміньї-Ла-Батай, Гранкам-Мезі                     |
| 2                  | Ор-сюр-Мер, Сент-Маргерит-д'Ель, Сен-Поль-дю-Верне, Трев'єр, Ле-Тронке |
| 1                  | інші муніципалітети                                                    |

### Компетенції та повноваження
Громада займається питаннями у наступних категоріях:
- Економічний розвиток і торгівля
- Місяця праці, зовнішнє середовище, обслуговування населення
- Школи
- Туризм
- Санітарія
- Культура та спорт
- Фінанси
- Будівництво
- Дитинство, юність
- HR
- Програми кліматичних змін та боротьба з відходами
- Дороги та шляхи

### Податковий режим
Податковим режимом є єдиний професійний податок (ФПУ).

## Туристичні маршрути
По територіях громади проходить декілька національних та регіональних туристичних маршрутів у тому числі один з найбільших шляхів Європи EuroVelo 4 (La Vélomaritime) та кільцевий регіональний веломаршрут Les Marais de l’Aure 

## Зовнішні посилання
- Офіційний сайт міжкомунної спільноти
- PDF Arrêté préfectoral du 24 avril 2018 (statuts et compétences, p. 157 à 161)